# Rebel Meets Rebel
Rebel Meets Rebel ist ein Crossover-Projekt des US-amerikanischen Outlaw-Country-Musikers David Allan Coe und einigen Mitgliedern der Heavy-Metal-Band Pantera, nämlich Dimebag Darrell, Vinnie Paul und Rex Brown.
Coe und Darrell hatten sich Ende der 1990er Jahre in Fort Worth getroffen und viele Gemeinsamkeiten bei ihrer Arbeit in den jeweiligen Musikgenres festgestellt, worauf sie beschlossen, miteinander zu arbeiten. Über einen Zeitraum von vier Jahren trafen sich die Mitglieder immer wieder, wenn sie zufällig in Dallas waren, um an Songmaterial zu arbeiten. Die Texte stammen dabei großteils von Coe, während die musikalischen Arrangements von den Abbott-Brüdern entwickelt wurden. Die Aufnahmen fertiger Stücke entstanden in den Chasin Jason Studios in Dalworthington Gardens, Texas. Als Produzent fungierte dabei Schlagzeuger Vinnie Paul.
Als Dimebag Darrell am 8. Dezember 2004 von einem geisteskranken Fan bei einem Konzert seiner Band Damageplan erschossen wurde, wurden diese Lieder zu einer unbeabsichtigten Hinterlassenschaft. Sein Bruder Vinnie Paul stellte aus dem aufgenommenen Material als „Heilungsprozess“ ein Album zusammen und veröffentlichte das selbstbetitelte Album schließlich am 2. Mai 2006 über sein eigenes Label „Big Vin Records“.
Bereits in der ersten Woche wurden in den USA 26.000 Kopien verkauft, was das Album auf Platz 38 der US Billboard Charts einstiegen ließ. Keine zwei Monate später hatten sich die Verkaufszahlen auf 59.000 Stück erhöht.

## Diskografie
- 2006: Rebel Meets Rebel (Big Vin Records; 2007 Locomotive Records)